# Sylvette Baudrot
Sylvette Baudrot est une scripte française, née le 8 juillet 1928 à Alexandrie (Égypte). Elle a notamment travaillé sur un grand nombre de films d'Alain Resnais et de Roman Polanski.

## Biographie

### Origines
Elle est originaire d'Alexandrie où sa famille tient une pâtisserie très connue (la pâtisserie Baudrot est notamment mentionnée dans le roman Cléa de Lawrence Durrell). Elle reste à Alexandrie durant la seconde Guerre mondiale, ce qui lui permet de continuer à voir des films américains, chose impossible en France.
Elle arrive en France après la guerre. Elle obtient un baccalauréat en littérature avant de s'inscrire à l'IDHEC.

### Carrière
La carrière de Sylvette Baudrot en tant que scripte débute vers 1950.  Parmi les premiers films sur lesquels elle travaille, on peut citer Atoll K, le dernier film que joueront ensemble Laurel et Hardy.  En 1953, le tournage de Les Vacances de monsieur Hulot lui permet de travailler une première fois avec Jacques Tati, qu'elle retrouvera sur Mon oncle et Playtime.  
Durant les années 1950, les grands studios américains tournent beaucoup en France, ce qui permet aussi à Sylvette Baudrot de participer à des productions comme Les Carnets du major Thompson de Preston Sturges ou La Main au collet d'Alfred Hitchcock.
Sa première collaboration avec Alain Resnais date de 1959 sur le film Hiroshima mon amour. Il a déclaré à ce propos : « Sans Sylvette Baudrot, je ne sais pas ce qui me serait arrivé. » En effet, le film se tournant au Japon, elle se charge des contacts humains avec les Japonais sans même parler leur langue, et, grâce à son expérience, elle permet au réalisateur, dont c'est le deuxième long métrage, d'éviter de nombreuses complications sur le tournage. Grâce à elle, il acquiert une connaissance véritable de la grammaire cinématographique et des questions de directions de regard qu'il ne connaissait que par intuition.  La collaboration entre Resnais et Sylvette Baudrot s'achèvera cinquante ans plus tard, alors qu'elle participera au tournage de l'un des derniers films de Resnais, Les Herbes folles.
Avec une carrière qui va des Vacances de monsieur Hulot (1953), à  J'accuse de Roman Polanski en 2019, Sylvette Baudrot compte parmi les scriptes les plus chevronnées du cinéma français.

### Vie privée
Elle fut l'épouse du réalisateur Pierre Guilbaud (1925-2014).

## Filmographie
- 1950 : Ballerina de Ludwig Berger
- 1951 : Piédalu à Paris de Jean Loubignac
- 1951 : Atoll K de Léo Joannon
- 1953 : Les Vacances de monsieur Hulot de Jacques Tati
- 1953 : Virgile de Carlo Rim
- 1954 : Escalier de service de Carlo Rim
- 1954 : Tourments  de Jacques Daniel-Norman
- 1955 : La Main au collet d'Alfred Hitchcock
- 1955 : Les Carnets du major Thompson de Preston Sturges
- 1956 : La Vie passionnée de Vincent van Gogh de Vincente Minnelli et George Cukor
- 1957 : Ce joli monde de Carlo Rim
- 1958 : Mon oncle de Jacques Tati
- 1958 : Échec au porteur de Gilles Grangier
- 1958 : Cette nuit-là de Maurice Cazeneuve
- 1959 : Hiroshima mon amour d'Alain Resnais
- 1959 : Toi, le venin de Robert Hossein
- 1959 : Vingt mille lieues sur la terre (Léon Garros ishchet druga) de Marcello Pagliero
- 1960 : Zazie dans le métro de Louis Malle
- 1961 : L'Année dernière à Marienbad d'Alain Resnais
- 1964 : Du grabuge chez les veuves de Jacques Poitrenaud
- 1966 : Voyage à deux de Stanley Donen
- 1967 : Playtime de Jacques Tati
- 1968 : Je t'aime, je t'aime d'Alain Resnais
- 1970 : Las Vegas, un couple de George Stevens
- 1971 : Le Chat de Pierre Granier-Deferre
- 1972 : État de siège de Costa-Gavras
- 1973 : Le Far West de Jacques Brel
- 1973 : Lacombe Lucien de Louis Malle
- 1975 : Section spéciale de Costa-Gavras
- 1976 : Le Locataire de Roman Polanski
- 1979 : Tess de Roman Polanski
- 1980 : Fantastica de Gilles Carle
- 1982 : Missing de Costa-Gavras
- 1982 : Le père Noël est une ordure de Jean-Marie Poiré
- 1983 : Un homme, une femme, un enfant
- 1983 : La vie est un roman d'Alain Resnais
- 1983 : Surexposé
- 1983 : Hanna K. de Costa-Gavras
- 1983 : Papy fait de la résistance
- 1984 : L'Amour en héritage (série télévisée)
- 1985 : Le Thé au harem d'Archimède de Mehdi Charef
- 1986 : Conseil de famille de Costa-Gavras
- 1986 : Mélo d'Alain Resnais
- 1988 : Frantic de Roman Polanski
- 1989 : I Want to Go Home d'Alain Resnais
- 1989 : J'écris dans l'espace de Pierre Étaix
- 1989 : Vanille fraise de Gérard Oury
- 1991 : L'Opération Corned-Beef de Jean-Marie Poiré
- 1992 : Lunes de fiel de Roman Polanski
- 1993 : La Petite Apocalypse de Costa-Gavras
- 1993 : Smoking / No Smoking d'Alain Resnais
- 1994 : Léon de Luc Besson
- 1994 : La Jeune Fille et la Mort de Roman Polanski
- 1995 : Le Crime de monsieur Stil (téléfilm)
- 1996 : Désiré de Bernard Murat
- 1997 : Marquise de Véra Belmont
- 1997 : On connaît la chanson d'Alain Resnais
- 1998 : Madeline
- 1999 : La Neuvième Porte de Roman Polanski
- 2002 : Le Pianiste de Roman Polanski
- 2003 : Pas sur la bouche d'Alain Resnais
- 2004 : Alive de Frédéric Berthe
- 2005 : Oliver Twist de Roman Polanski
- 2006 : Cœurs d'Alain Resnais
- 2009 : Les Herbes folles d'Alain Resnais
- 2010 : The Ghost Writer de Roman Polanski
- 2013 : La Vénus à la fourrure de Roman Polanski
- 2017 : D'après une histoire vraie de Roman Polanski
- 2019 : J'accuse de Roman Polanski